# Martin William Currie
Martin William Currie (né le 11 décembre 1943 à Marinette en Nouvelle-Écosse) est un prélat canadien de l'Église catholique. Il est archevêque émérite de l'archidiocèse de Saint-Jean à Terre-Neuve depuis sa démission le 12 décembre 2018. Il a aussi été l'évêque du diocèse de Grand Falls de 2000 à 2011. Il a également été l'administrateur apostolique du diocèse de Saint-Jean au Nouveau-Brunswick de 2006 à 2007.

## Biographie
Martin William Currie est né le 11 décembre 1943 à Marinette, un petit village près de Sheet Harbour dans la municipalité régionale de Halifax en Nouvelle-Écosse. Il étudia à l'université Saint-Francis-Xavier d'Antigonish et au séminaire Holy Heart (en) de Halifax. Il fut ordonné prêtre le 12 mai 1968 pour l'archidiocèse de Halifax. De 1975 à 1980, il fut un missionnaire et un curé de paroisse à Chiclayo au Pérou. En 1992, il devint vicaire général de l'archidiocèse de Halifax. En 1998, il en devint l'administrateur diocésain.
Le 12 décembre 2000, il fut nommé évêque du diocèse de Grand Falls à Terre-Neuve. Il fut consacré évêque le 31 janvier 2001 par l'archevêque Paolo Romeo. Du 9 septembre 2006 au 8 mai 2007, il servit en même temps en tant qu'administrateur apostolique du diocèse de Saint-Jean au Nouveau-Brunswick. Le 18 octobre 2007, il fut nommé archevêque de l'archidiocèse de Saint-Jean à Terre-Neuve par le pape Benoît XVI. Il continua néanmoins de servir en même temps en tant qu'évêque de Grand Falls jusqu'au 1er mars 2011.
Le pape François accepte sa démission le 12 décembre 2018 et nomme Mgr Peter Joseph Hundt pour lui succéder.

## Devise
La devise du blason de l'archevêque Currie est « Dominus fortitudo sperantium » (« Mais ceux qui se confient en l'Eternel renouvellent leur force ») tiré du livre d'Isaïe 40:31.